# ВНИИгеосистем
ВНИИгеосистем (Полное название Всероссийский научно-исследовательский институт геологических, геофизических и геохимических систем) — научно-исследовательский институт в Москве.

## История
Всесоюзный научно-исследовательский институт ядерной геофизики и геохимии (ВНИИЯГГ) министерства геологии СССР образован в 1961 году. Здесь стала вестись работа над исследованием ядерно-геофизических и геохимических способов, для обнаружения о разработки нефти, газа.
В 1968 году здесь стали вестись работы в области геоакустики, тогда ещё очень молодым направлением. В институте построены комплексы для ядерно-геофизических и геохимических способов исследования полезных ископаемых, то есть способы нахождения нефти и газа, создание сейсмических и геоакустических методов для нахождения нефтяных и газовых скважин, разработка ядерно-геофизических и методов опознания состава горных пород, создание машин для исследований.
С 1986 года по 1987 год институт переформирован во Всесоюзный научно-исследовательский, проектно-конструкторский и технологический институт геологических, геофизических и геохимических информационных систем (ВНИИИгеоинформсистем), так как проводилась программа по систем сбора геологической, геофизической и геохимической информации «Космос-Воздух-Земля-Скважина». Здесь стала находиться главная организация для Межотраслевого научно-технического комплекса (МНТК) «ГЕОС».
В 1991 году институт стал называться Всероссийский научно-исследовательский институт геологических, геофизических и геохимических систем (ВНИИгеосистем) комитета Российский Федерации по геологии и использованию недр (Роскомнедра). Приняты меры для способствования роста геоинформационных систем.
В 1992 году институт стал подконтролен Роскомнедра и Российской академии наук.
В 1994 году ВНИИгеосистем стал носить статус Государственного научного центра Российской Федерации (ГНЦ РФ). Он был несколько раз утверждён: 1997 год, 1999 год, 2001 год, 2003 год, 2005 год, 2007 год и 2009 год.
В 2002 году институт получил аккредитацию. С того времени она числилась как научная организация Министерством промышленности, науки и технологий Российской Федерации.
С 2004 года по 2015 год институт под контролем Роснедра и Минприроды России.